# Carl Eduard Geppert

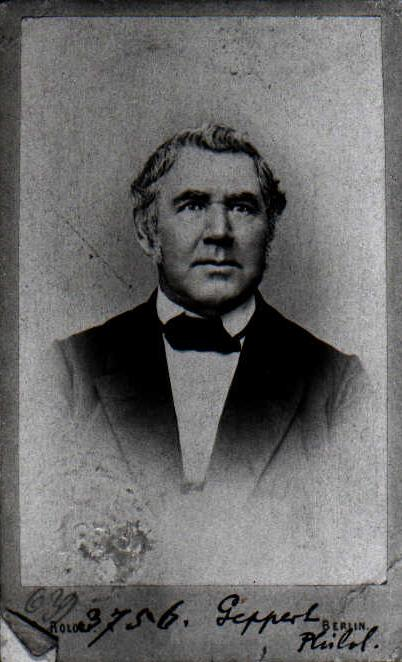
Carl Eduard Geppert

Carl Eduard Geppert (* 29. Mai 1811 in Stettin; † 31. August 1881 in Heringsdorf) deutscher Altphilologe und Historiker der Geschichte Berlins.

## Leben
Carl Eduard Geppert, Sohn eines Justizrates, besuchte das Marienstiftsgymnasium in Stettin. Der Direktor Karl Ernst August Schmidt förderte früh seine philologischen Interessen. Bei Carl Loewe lernte er zu musizieren und begegnet Felix Mendelssohn Bartholdy bei einem Konzert 1827 in Stettin. Nach bestandenem Abitur studierte er ab 1826 in Breslau, Leipzig und Berlin Philosophie und Philologie. 
1836 promovierte er in Berlin mit der Schrift De versu Glyconeo.  Mit seinem Buch Über das Verhältnis der Hermannschen Theorie der Metrik zur Überlieferung  wandte er sich gegen die Auffassungen von Gottfried Hermann, dem damaligen Haupt der kritisch-grammatischen Schule (der sogenannten Wortphilologen), die in dem Verständnis der antiken Schriftwerke das Ziel der Philologie, in der Erforschung der Sprache das erste und unerlässliche Mittel zur Erreichung desselben erkannten, während Geppert ein Schüler von August Boeckh war.
1842 habilitierte er sich in Berlin mit dem Thema Darstellung der grammatischen Kategorien. Von 1844 bis 1848 und von 1859 bis 1869 führte er mit Gleichgesinnten Lustspiele von Plautus und Terentius öffentlich auf, darunter auch mit dem Schauspieler Richard Kahle. Auf einer Studienreise in Italien (1845/46) überprüfte er Handschriften des Plautus und untersuchte insbesondere den Codex Ambrosianus, einen zu Beginn des Jahrhunderts von Angelo Mai entdeckten Palimpsest in der Biblioteca Ambrosiana in Mailand. 1846 wurde er in Berlin zum außerordentlichen Professor ernannt und dozierte auch über alte Geschichte, Religions- und Theatergeschichte. 
Besondere Verdienste erwarb er sich durch seine verschiedenen kritischen Ausgaben Plautinischer Stücke und seine dreibändige Chronik von Berlin von der Entstehung der Stadt bis heute, die auch heutigen Forschern noch nützliche Dienste leistet. Als Universitätslehrer hatte er keine Schüler. 
Nach einem ersten Schlaganfall im Februar 1874 musste er seine wissenschaftliche Arbeiten beenden. Er starb bei einem Ferienaufenthalt in Heringsdorf an einem weiteren Schlaganfall.
Sein wohl berühmtester Student war Karl Marx, der im Wintersemester 1840/41 seine Vorlesung „Den Ion des Euripides“ besuchte.

## Werke (Auswahl)
- Über das Verhältnis der Hermannschen Theorie der Metrik zur Überlieferung. Berlin 1835
- Darstellung der grammatischen Kategorien. Berlin 1836
- Chronik von Berlin von der Entstehung der Stadt bis heute. 3 Bde. Berlin 1839–1842. Bd. 1 (Digitalisat), Bd. 2 (Digitalisat),  Bd. 3 (Digitalisat)
- Über den Ursprung der Homerischen Gesänge. 2 Theile. Leipzig 1840 Theil 1 (Digitalisat)
- Die Götter und Heroen der Alten Welt, Leipzig 1842
- Die altgriechische Bühne, Leipzig 1843
- Der Trinummus des Plautus, lateinisch und deutsch. Besser, Berlin 1844
- Rudens. Eine Comödie des Plautus lateinisch und deutsch. Berlin 1846
- Über den Codex Ambrosianus und seinen Einfluß auf die Plautinische Kritik, Leipzig 1847
- Über die Aussprache des Lateinischen im älteren Drama, Leipzig 1858
- M. Acci Plauti Truculentus; cum variis lectionibus Codicis ambrosiani, palatinorum et Codicis parisini in usum lectionum. Berlin 1863
- Plautinische Studien. 2 Hefte. Berlin 1870-1871
- Reiseeindrücke aus Spanien. Berlin 1873